# Nuevo Pacto Social
Nuevo Pacto Social (NPS) fue una coalición política y electoral chilena que agrupaba partidos de centro a centroizquierda, vigente desde agosto de 2021 hasta diciembre de ese mismo año, con el fin de participar en las elecciones presidenciales y parlamentarias de dicho año. Este pacto estuvo conformado por los partidos Por la Democracia (PPD), Radical (PR), Socialista (PS), Demócrata Cristiano (PDC), Ciudadanos (CIU), Liberal (PL) y las plataformas Nuevo Trato y Nuevo Chile.

## Historia
Los partidos Por la Democracia, Radical, Socialista, Demócrata Cristiano y Ciudadanos conformaron junto al Partido Progresista (PRO) y en alianza con el Partido Liberal y la plataforma política Nuevo Trato el pacto electoral llamado Unidad Constituyente, de cara a las elecciones de gobernadores regionales de Chile de 2021.
Al no llegar a un acuerdo, Marco Enríquez-Ominami decide presentarse a la elección presidencial, sin participar en el proceso de consulta ciudadana realizada por el pacto, donde compitieron Yasna Provoste (PDC), Paula Narváez (PS) y Carlos Maldonado (PR) para definir la candidatura presidencial de la coalición, rompiendo toda relación con el Partido Progresista, inscribiendo la lista de candidatos al Congreso bajo la nueva denominación de «Nuevo Pacto Social». No obstante, el PRO presentó sus candidatos a consejeros regionales en conjunto con el pacto en las elecciones de consejeros regionales de 2021.

### Consulta ciudadana de Unidad Constituyente
Dos días antes de la inscripción de candidaturas para las elecciones presidenciales, parlamentarias y de consejeros regionales, Yasna Provoste es elegida como candidata del pacto. Provoste triunfó en la consulta ciudadana de Unidad Constituyente con un 60,8% de las preferencias.

### Disolución
Nuevo Pacto Social dejó de existir de facto cuando el PDC no fue convocado a fines de 2021 a la coordinación parlamentaria del PS-PPD-PR-PL-NT, agrupación que desde diciembre de 2021 se ha denominado como «Socialismo Democrático» y que fue llamada a ser parte del futuro gobierno del presidente Gabriel Boric. Por otro lado, el partido Ciudadanos perdió su registro en el Servel.
El 21 de enero de 2022 el jefe del comité de senadores del Partido Demócrata Cristiano, Francisco Huenchumilla, en declaración pública señaló el término del ciclo histórico de la alianza de su partido con los socialistas.
El 25 de enero de 2022, el exministro, exsenador y expresidente del PDC, Ignacio Walker, sostuvo que el eje PS-DC ya no existe y que como partido deben asumirse como una minoría que hará política desde la oposición.

## Composición
Los partidos que formaron Nuevo Pacto Social fueron:
| Partido                     | Presidente/a        |
| --------------------------- | ------------------- |
| Partido Socialista          | Álvaro Elizalde     |
| Partido por la Democracia   | Natalia Piergentili |
| Partido Demócrata Cristiano | Carmen Frei         |
| Ciudadanos                  | María Ignacia Gómez |
| Partido Radical             | Alberto Robles      |
| Partido Liberal             | Patricio Morales    |

También fueron miembros de la coalición los movimientos políticos Nuevo Trato y Nuevo Chile; este último anunció su ingreso a la coalición el 8 de noviembre de 2021.
| Movimiento  | Líder             |
| ----------- | ----------------- |
| Nuevo Trato | Pablo Vidal       |
| Nuevo Chile | Alejandro Navarro |

## Resultados electorales

### Elecciones parlamentarias
|  | 17,16 % |

|  | 15,59 % |

### Elecciones de consejeros regionales
| Elección | Votos     | % de votos       | Escaños |
| -------- | --------- | ---------------- | ------- |
| 2021     | 1 295 716 | \| \| 21,12 % \| | 89/302  |
|          | 21,12 %   |                  |         |